# Relaciones México-Serbia
Las naciones de México y Serbia establecieron relaciones diplomáticas en 1946 cuando Serbia aún era parte de Yugoslavia. Ambas naciones son miembros de las Naciones Unidas.

## Historia

El presidente José López Portillo y el presidente Sergej Kraigher asistiendo a la Cumbre Norte-Sur en Cancún; 1981.

Al principio, México y la República Federativa Socialista de Yugoslavia (de la que Serbia alguna vez fue parte) establecieron relaciones diplomáticas el 24 de mayo de 1946. En 1951, México abrió una embajada residente en Belgrado. 
En marzo de 1963, el presidente mexicano Adolfo López Mateos realizó una visita oficial a Serbia. Durante la visita del presidente López Mateos otorgó su más alto honor mexicana, la Orden Mexicana del Águila Azteca, al presidente Josip Broz Tito. En octubre de ese mismo año, el presidente yugoslavo Tito realizó una visita oficial a México. En 1974 el presidente Luis Echeverría visito Belgrado, donde se reunió con el presidente Tito y en marzo de 1976, el presidente Tito visito México por segunda ocasión y se entrevistó con Echeverría.
En 1991, Yugoslavia entró en una serie de conflictos étnicos conocidos como las guerras yugoslavas. Durante la guerra, el Consejo de Seguridad de las Naciones Unidas aprobó Resolución 757 llamando a todas las naciones a retirar a su personal diplomático de Belgrado. Como resultado, México rebajo a su embajada al rango de encargado de negocios. Con base en la citada resolución, México no aceptó visitas de funcionarios yugoslavos, ni alentó la realización de viajes de funcionarios mexicanos a ese país. Sin embargo, al hacerlo, México siguió siendo uno de los pocos países que optó por no cerrar su embajada en Belgrado. En 1995, México elevó su misión diplomática en Belgrado a una embajada y estableció relaciones diplomáticas con la República Federal de Yugoslavia (más tarde conocida como "Serbia y Montenegro") como el sucesor de la F.S. Yugoslavia; y con las naciones recientemente independientes de Bosnia y Herzegovina, Croacia, Eslovenia y Macedonia del Norte.
En 2006, la unión estatal entre Serbia y Montenegro se disolvió y creó dos naciones separadas: la República de Serbia y Montenegro. Ese mismo año, México reconoció la independencia de Montenegro y continúa manteniendo relaciones diplomáticas con la República de Serbia. Sin embargo, México no ha reconocido a Kosovo desde que declaró su independencia de Serbia en 2008.
En 2021, México y Serbia celebraron 75 años de relaciones diplomáticas. En 2024, ambas naciones celebraron su VII Reunión del Mecanismo de Consulta Política en Belgrado, en la que se abordaron iniciativas para potenciar los intercambios económicos y turísticos bilaterales, junto con posibles programas de cooperación en los ámbitos cultural, educativo, científico y deportivo, entre otros.

## Visitas de alto nivel

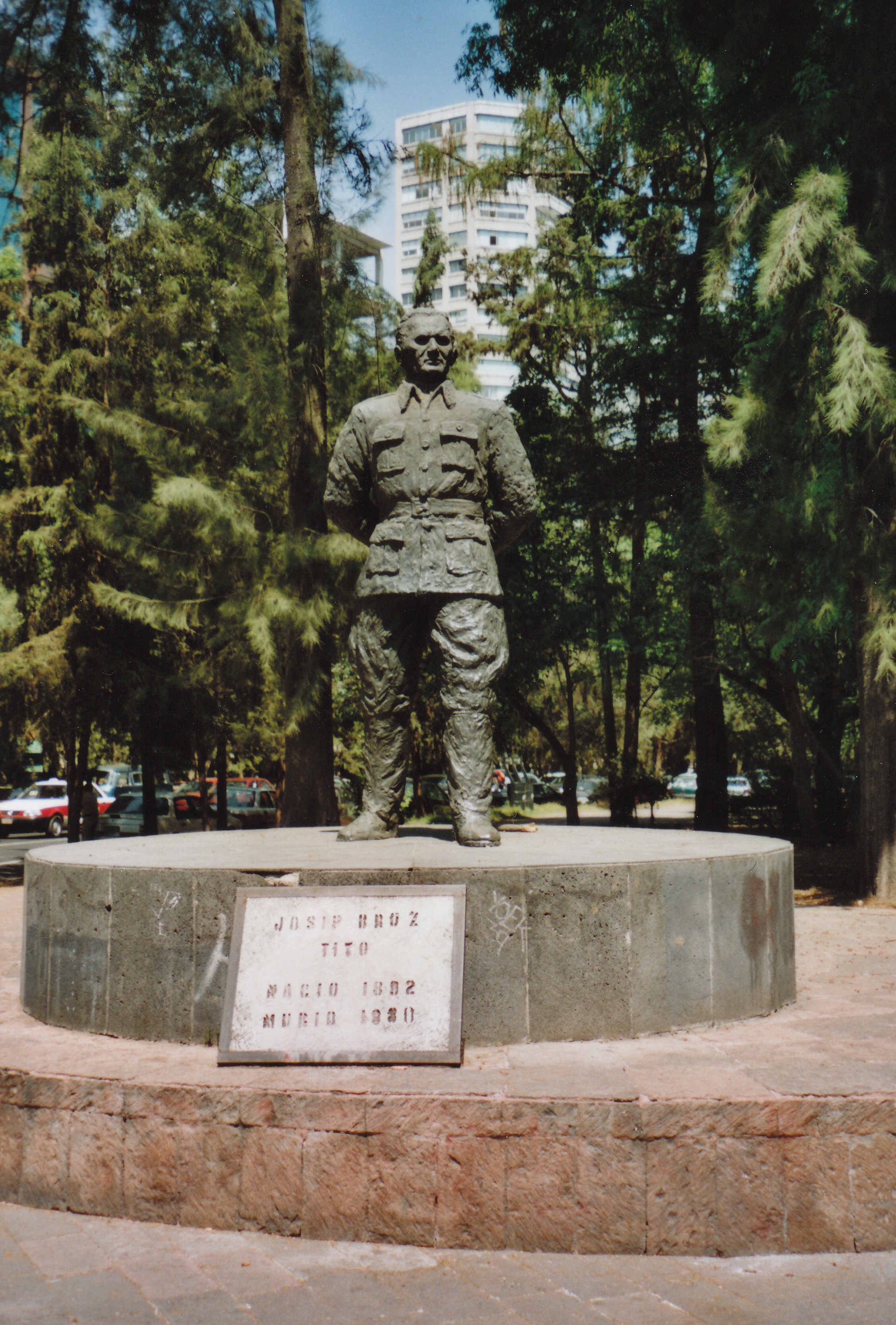
Memorial a Josip Broz Tito en la Ciudad de México

Visitas de alto nivel de México a Yugoslavia/Serbia
- Presidente Adolfo López Mateos (1963)
- Presidente Luis Echeverría Álvarez (1974)
- Presidente Miguel de la Madrid Hurtado (1985)
- Subsecretario de Relaciones Exteriores Miguel Marín Bosch (2002)
- Secretario de Salud José Ángel Córdova Villalobos (2009)
- Secretaria de Relaciones Exteriores Patricia Espinosa Cantellano (2011)

Visitas de alto nivel de Yugoslavia/Serbia a México
- Presidente Josip Broz Tito (1963 y 1976)
- Presidente Sergej Kraigher (1981)
- Presidente Lazar Mojsov (1987)
- Ministro de Relaciones Exteriores Vuk Jeremić (2008 y 2011)
- Viceministro de Asuntos Exteriores Zoran Vujic (2008)
- Primer ministro Ivica Dačić (2010, 2015, 2024)
- Ministro de Relaciones Exteriores Nikola Selaković (2021)

## Acuerdos bilaterales
Los acuerdos entre México y Yugoslavia se están trasladando a los acuerdos entre México y Serbia. Ambas naciones han firmado varios acuerdos bilaterales como un Acuerdo sobre relaciones comerciales (1950); Acuerdo de intercambios culturales (1960); Acuerdo de cooperación científica y técnica (1974); Memorándum de entendimiento por el que se establece un mecanismo de consulta sobre asuntos de interés mutuo (2002); Acuerdo para la abolición de visas en pasaportes diplomáticos y oficiales (2003); y un Acuerdo de cooperación educativa, cultural y deportiva (2020).

## Comercio
En 2023, el comercio bilateral entre México y Serbia ascendió a $128 millones de dólares. Las principales exportaciones de México a Serbia incluyen: bombas de aire o bombas de vacío, maquinaria, teléfonos y teléfonos móviles, tapas y tapones, tuberías y accesorios, productos químicos, ropa, pescado, y alcohol. Las principales exportaciones de Serbia a México incluyen: partes de aparatos para proteger circuitos eléctricos, motores y generadores, cables y alambres eléctricos, metales comunes, varillas de aluminio, productos químicos, partes y accesorios para vehículos automotores, y plástico. La empresa multinacional mexicana América Móvil opera en Serbia.

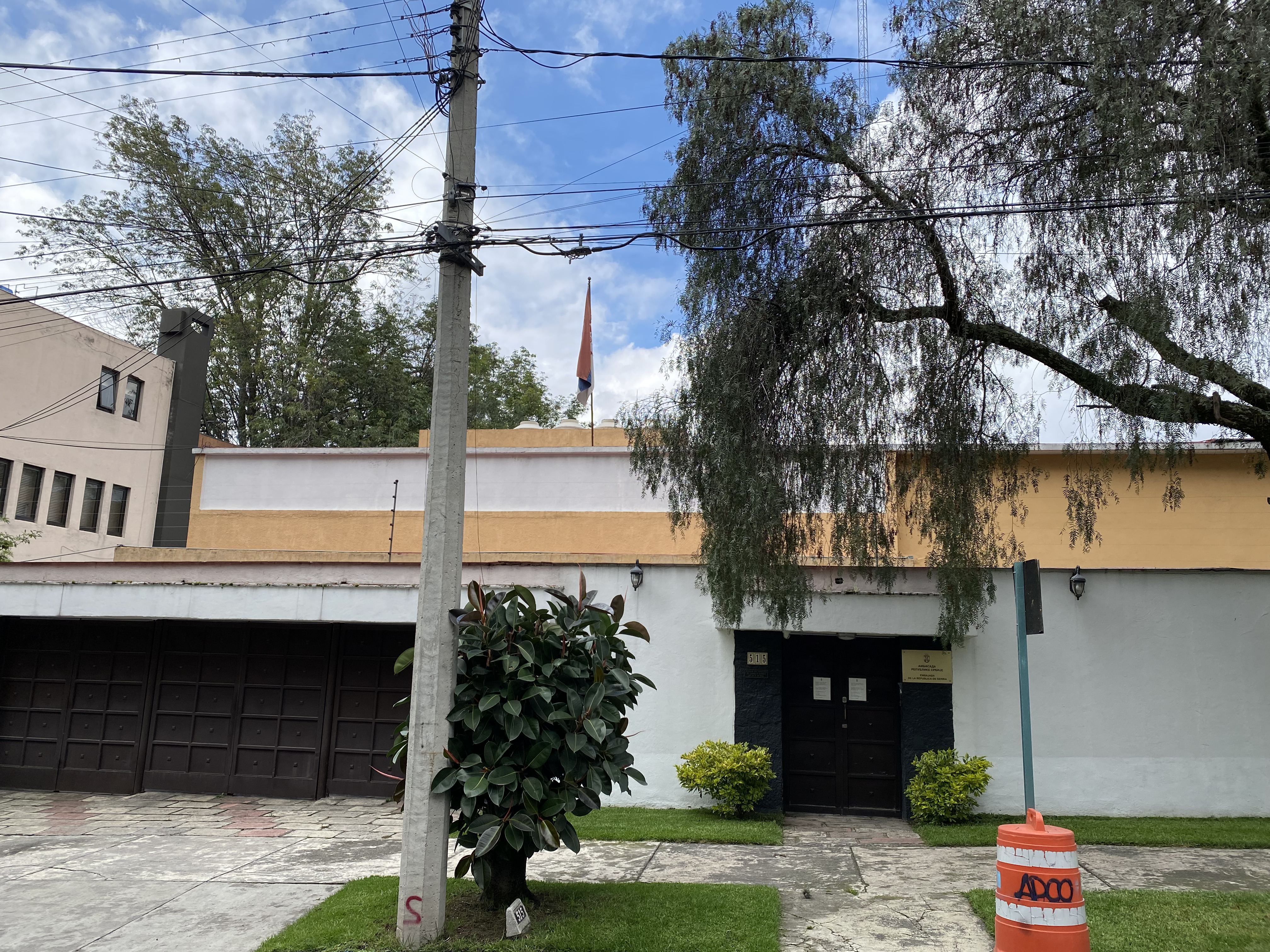
Embajada de Serbia en la Ciudad de México

## Misiones diplomáticas residentes
- México tiene una embajada en Belgrado.[10]
- Serbia tiene una embajada en la Ciudad de México.[11]